# Eueides lampeto
Espèce
Eueides lampeto est un lépidoptère appartenant à la famille des Nymphalidae, à la sous-famille des Heliconiinae et au genre Eueides.

## Taxonomie
Eueides lampeto a été décrit par Henry Walter Bates en 1862.

### Étymologie
Lampeto était une des amazones de la mythologie grecque.

### Sous-espèces
- Eueides  lampeto lampeto au Brésil
- Eueides lampeto acacetes Hewitson, 1869 ;  en Équateur.
- Eueides lampeto apicalis Röber, 1927 ;  en Équateur.
- Eueides lampeto brownsbergensis Gernaat et Beckles, 2010, au Surinam[2].
- Eueides lampeto carbo Seitz, 1913 ;  en Équateur.
- Eueides lampeto concisa Lamas, 1985 ; au Pérou.
- Eueides lampeto copiosus Strichel, 1906; en Guyane française.
- Eueides lampeto nigrofulva Kaye, 1906 ; en Guyana[1].

## Description
C'est un grand papillon orange et marron d'une envergure d'environ 70 mm.Le dessus des ailes antérieures est orange avec l'apex marron et une bande marron partant de la base jusqu'au milieu de l'aile. Les ailes postérieures sont bordées de marron ponctué de blanc et cette marge marron est doublée d'une bande de longues taches marron, bien séparées ou touchant presque la bande marginale.
Le revers est semblable en plus terne

## Biologie

### Plantes hôtes
Ses plantes hôtes sont des Granadilla  (Passifloraceae.

## Écologie et distribution
Il réside en Amérique du Sud, depuis la Guyane, la Guyana et le Surinam jusqu'au versant est des Andes en Équateur, au Brésil, et au Pérou.

### Biotope
Il réside dans la forêt amazonienne.